# Brahms: A fiú 2.
A Brahms: A fiú 2. (eredeti cím: Brahms: The Boy II) 2020-ban bemutatott amerikai természetfeletti horrorfilm Katie Holmes, Ralph Ineson, Christopher Convery és Owain Yeoman főszereplésével. A 2016-os A fiú című film folytatása, amelyet William Brent Bell rendezett és Stacey Menear, az eredeti film rendezője és forgatókönyvírója írt.
Az STX Entertainment 2020. február 21-én adta ki az Amerikai Egyesült Államokban, amit a kritikusok lehúztak, sokan közülük gyengébbnek tartották mint elődjét. A film bevételi szempontból is rosszul teljesített, világszerte 20 millió dolláros bevételt ért el a 10 millió dolláros költségvetésével szemben és a reklámköltségek mellett, ami kevesebb mint harmada az első film bevételének. Magyarországon DVD-n jelent meg szinkronizálva.
Sean egy traumatikus eseményt követően szüleivel egy kastélyba költözik, ahol talál egy élethű babát, amelyhez ragaszkodni kezd.

## Cselekmény
Liza és fia, Jude túlélnek egy betörést, amelyet két álarcos férfi követett el, de az esemény traumát okoz nekik. Lizát rémálmok gyötrik, míg Jude mutizmusban szenved, és egy jegyzettömbön keresztül kommunikál. Liza férje, Sean azt javasolja, hogy költözzenek vidékre a felépülésük érdekében. A család egy kastélyba költözik, nem tudva annak sötét történetéről.
A kastélyba érve felfedezik a birtokot, Jude pedig egy porcelánbabát talál a földbe temetve. Liza és Sean felfedezik a közelben lévő kúriát. Észreveszik, hogy Jude eltűnik a közelből, Liza keresi kezdi őt, de csak a babát találja meg. Jude kötődésén felbátorodva Liza letisztítja "Brahmsot", így a baba újnak tűnik.
Másnap Liza és Sean Jude kérésére sétát tesznek a birtokon. Találkoznak Joseph-fel, az ingatlan gondnokával és annak kutyájával. A feszültség elszabadul, amikor Sean arra ösztönzi Lizát, hogy beszéljen a betörés eseményeiről, de ő nem hajlandó.
A házba visszatérve Liza és Sean meghallják, hogy Jude beszélget a szobájában. Megkérdezik, hogy Brahms-szal beszél-e, mire Jude igent ír a jegyzetfüzetébe. Furcsa események történnek a ház körül, Sean és Liza pedig megbeszélik a terapeutájukkal, hogy Jude viselkedése megváltozott.
Joseph beszél Jude-dal a kutyája eltűnéséről, de úgy tűnik, senki sem látta az állatot. Liza nyugtalanító képeket talál, és feltételezi, hogy Jude rajzolta őket. Később aznap este a család együtt vacsorázik, Jude felírja a jegyzetfüzetébe, hogy Brahms tányérja eltűnt. Liza a korábbiak miatt feldúltan azt mondja, hogy Brahms nem eszik, mert ő egy baba. A nő és Sean összevesznek a konyhában, majd Sean elhagyja a szobát. A nő odamegy Jude mellé az asztalhoz, és azt mondja neki, hogy addig kell az asztalnál maradnia, amíg nem eszik. Felírja a jegyzetfüzetére, hogy a Liza ezzel csak felbosszantja Brahmsot. Elhagyja az ebédlőből, ezután hangos zajt hall. Seannal együtt berohannak a szobába, és az étkezőasztalt és a székeket felborítva találják. Jude rémülten írja, hogy megmondta Lizának, ne dühítse fel Brahmsot. Brahmsról és Jude-ról vitatkozva Sean és Liza nem ért egyet a rejtélyes dolgokkal, amelyek történnek.
Jude a közeli kúriába megy Brahms-szal a kezében, és egy cetlit hagy hátra, amelyen ez áll: "Be kellett volna tartanod a szabályokat". Joseph megtalálja Seant és Lizát a kúriában, és röviden mesél nekik egy családról, amely korábban ott élt. Elmondja, hogy egy Brahms nevű fiú élt ott, aki két embert megölt, és 30 évig nem hagyta el a helységet.
Nem sokkal később Sean bátyja és családja látogatóba érkezik. Will, Jude unokatestvére rejtélyes módon megsérül a látogatás során. Liza még jobban kiborul. Joseph később fejbe vágja Lizát, aki könyörög, hogy megtudja, hol van Jude. Joseph azt mondja neki, hogy hamarosan vége lesz, és hogy "Brahms és Jude egyek lesznek". Liza elindul, hogy megkeresse Jude-ot a kastélyban.
Sean megtalálja Lizát és Jude-ot a pincében, és széttöri Brahmsot egy krokettütővel, aminek következtében az arca alatt egy démoni, rothadó területet fedez fel. Joseph ekkor kezd megijedni, és azt mondja, hogy "ennek soha nem lesz vége", és hogy Brahms rajta fogja leverni a család "szabályszegését". Ekkor felrobban egy kemence, ami megöli Joseph-et, de a családot sértetlenül hagyja. Jude megragadja Brahmsot, és a tűzbe dobja.
Liza, Sean és Jude hamarosan visszatérnek a városi otthonukba, és minden normálisnak tűnik. Amikor azonban egyedül marad a szobájában, Jude odamegy a komódjához, és felvesz egy porcelánmaszkot. Jó éjszakát kíván Brahmsnak, és azt mondja, hogy minden rendben lesz, ha a családja betartja a szabályokat.

## Szereplők
| Szerep       | Színész             | Magyar hang         |
| ------------ | ------------------- | ------------------- |
| Liza         | Katie Holmes        | Zsigmond Tamara     |
| Sean         | Owain Yeoman        | Rajkai Zoltán       |
| Jude         | Christopher Convery | Sándor Barnabás     |
| Joseph       | Ralph Ineson        | Schneider Zoltán    |
| Dr. Lawrence | Anjali Jay          | Pap Katalin         |
| Liam         | Oliver Rice         | Bor Zoltán          |
| Pamela       | Natalie Moon        | Turóczi Izabella    |
| Sophie       | Daphne Hoskins      | Engel-Iván Lili     |
| Mary         | Joely Collins       | Kiss Virág Magdolna |

## A film készítése
2018 októberére bejelentették, hogy készül a folytatás, Katie Holmes csatlakozott a film szereplőgárdájához, William Brent Bell visszatért a rendezői székbe, Stacey Menear pedig ismét megírta a film forgatókönyvét, illetve Matt Berenson, Gary Lucchesi, Tom Rosenberg, Jim Wedaa és Eric Reid lettek a producerek a Lakeshore Entertainment égisze alatt, az STX Entertainment a forgalmazó.
2018 novemberében Christopher Convery, Ralph Ineson és Owain Yeoman is csatlakozott a film szereplőgárdájához.
A forgatás 2019 januárjában kezdődött és márciusban fejeződött be. A folytatás egyes részeit a kanadai Brit Kolumbiában található Vancouver-szigeten (Victoria) forgatták.

## Megjelenés
A filmet az Amerikai Egyesült Államokban 2020. február 21-én mutatták be a mozikban. Korábban 2019. július 26-ra, majd 2019. december 6-ra tervezték.

### Díjak és jelölések
| Díj             | Kategória                                       | Átvevő(k)                                     | Eredmény | Hiv.   |
| --------------- | ----------------------------------------------- | --------------------------------------------- | -------- | ------ |
| Arany Málna-díj | Arany Málna díj a legrosszabb női főszereplőnek | Katie Holmes (A titok – Merj álmodni szintén) | Jelölve  | [ 10 ] |

## Fordítás
- Ez a szócikk részben vagy egészben  a   Brahms: The Boy II című angol Wikipédia-szócikk fordításán alapul.  Az eredeti cikk szerkesztőit annak laptörténete sorolja fel. Ez a jelzés csupán a megfogalmazás eredetét és a szerzői jogokat jelzi, nem szolgál a cikkben szereplő információk forrásmegjelöléseként.